# Silkroad Online

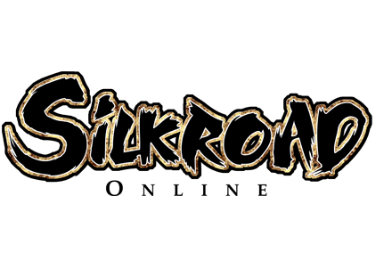
Logo hry.

Silkroad Online je MMORPG počítačová hra, která vychází ze staré čínské legendy o obchodních cestách.
Na tyto cesty se vypravovali udatní a neohrožení obchodníci, aby dovezli zboží, kterého měli ve svém městě dostatek do města jiného. V jiném městě naopak naložili zboží, které u nich chybělo, a vezli ho zpět do své domoviny. Tuto cestu neměli však vůbec jednoduchou, neboť jim snadný průchod znemožňovali potulní zlodějové a kolikrát i celé bandy zlodějů, kteří obchodníky okrádali. Neboť obchodníci byli opravdu nebojácní a fyzicky zdatní, končily tyto loupeže většinou smrtí, ať už zloděje a nebo obchodníka. Tuto neustále se opakující situaci obchodníci řešili tak, že si na svou cestu pronajímali ochránce, kterým pak platili z podílu utržených peněz za prodané zboží. Tak začala válka mezi zloději na jedné straně a obchodníky a ochránci na straně druhé. Z této legendy se vyvinula hra Silkroad (hedvábná stezka), kterou hrají tisíce lidí na celém světě.
Hra je zdarma a může ji hrát kdokoliv po registraci na oficiálních stránkách Silkroad Online. V mnohém také jistě pomůže odkaz na české stránky Silkroad Online.

## Hratelnost
Cílem této hry je dostat svou postavu od prvního levelu na maximální dosažitelný level (100) . Tato cesta je však velmi dlouhá a trnitá a hráč při ní zažije spoustu dobrodružství. Ke zvýšení vaší levelové úrovně dojdete zabíjením různých monster, která se také dělí podle levelů. Za každé zabité monstrum dostanete určitý počet experience v %, díky čemuž dosáhnete dalšího levelu. Z monster vám také padají různé odměny v podobě peněz, věcí (tzv. dropů, které prodáte nebo je na sebe obléknete) a také skill pointů. Za tyto skill pointy (zkušenostní body) si pak otvíráte různá kouzla nebo dovednosti se zbraní, která vám usnadní probít si cestu vzhůru k dalšímu levelu.
Pokud dosáhnete levelu 20, což se dá asi za 4-8 hodin, můžete si vybrat jedno ze 3 povolání:
- Zloděj (Thief – okrádá obchodníky o zboží, které nakoupili za své vlastní peníze.)
- Obchodník (Merchant – vozí zboží z jednoho města do druhého, za což dostává velmi mnoho peněz. Na této cestě ho může chránit hunter.)
- Ochránce (Hunter – chrání obchodníka na jeho cestách, nebo loví zloděje.)

Při výběru postavy dbejte na správný výběr vám vyhovujícího buildu (charakteru). Tento build se dělí do dvou hlavních kategorií, které se pak dají ještě přerozdělit.
Dvě hlavní kategorie jsou STR – strength – nebo INT – inteligent. Přičemž STR má mnoho života a ohání se pouze zbraní a INT má málo života a ohání se především kouzly, která jsou mnohem silnější než fyzický útok od STR buildu.
Dále si pak vyberete zbraň, která vám bude vyhovovat. Meč a štít – bicheon, Kopí nebo halapartna – heuksal, Luk – pacheon. Každá z těchto zbraní má své výhody i nevýhody.
- Meč a štít – štít vám pomůže blokovat rány od soupeře, ale s mečem máte malé údery
- Kopí nebo halapartna – máte největší ránu ve hře, ale nechrání vás žádný štít.
- Luk – také nemáte žádný štít, ale svého protivníka zasáhnete na velkou vzdálenost. Vaše rána však nebude tak velká jako u kopí.

Ve hře se také můžete připojit do nějaké gildy (uzavřená skupina něco jako klan), ve které si budete pomáhat a se kterou vaše dobrodružství ještě stoupne. Můžete si také od 20. levelu založit svou vlastní gildu ve které budete MASTER (šéf).

## Nakupování / Item Mall
V této hře si můžete za opravdické peníze dokoupit různé věci z itemalu (integrovaný obchod ve hře), které vám nejen zpříjemní hru, ale díky nim se hra stane zase o něco zajímavější. Z tohoto prodeje mají autoři a provozovatele hry příjem.
Za opravdické peníze si také můžete z neoficiálních zdrojů zakoupit program, který bude hrát za vás a vy si mezi tím můžete dělat jakoukoliv jinou činnost. Takovým hráčům se říká boteři a programu, který za vás hraje, zase BOT. Používáním tohoto programu samozřejmě porušujete podmínky a pravidla hry, ale autoři na to zřejmě moc nedbají. Do levelu 80 se standardní cestou dostanete asi za dobu 1–2 roků. Pokud budete používat bot program, může to být podstatně dříve, cca 30–90 dní.
Tímto však hra ztrácí na svém kouzlu. Na vyšším levelu okolo 68 a výše však zjistíte, že tento program používají snad všichni, protože vaše expy se zpomalí natolik, že abyste udělali další level, musíte zabít například 50–100 000 monster (a to jen pro jeden level) a jak jistě uznáte, je to nemalý počet věčného bušení do příšery ve vašem levelu.